# Sloanea billardieri
Sloanea billardieri är en tvåhjärtbladig växtart som först beskrevs av Eugène Vieillard, och fick sitt nu gällande namn av Albert Charles Smith. Sloanea billardieri ingår i släktet Sloanea och familjen Elaeocarpaceae. Inga underarter finns listade i Catalogue of Life.